# Amedeo Bagnis
Amedeo Bagnis (11 november 1999) is een Italiaans skeletonracer.

## Carrière
Bagnis maakte zijn wereldbekerdebuut in het seizoen 2019/20 waar hij 21e werd in de eindstand. Het seizoen erop nam hij opnieuw deel maar moest in de eindstand vier posities prijsgeven en werd 25e.
Hij nam in 2020 deel een het wereldkampioenschap en werd individueel 31e. Maar in de competitie gemengd team werd hij 14e.
In 2022 nam hij deel aan de Olympische Winterspelen waar hij elfde werd in het eindklassement.

## Resultaten

### Olympische Spelen
| Jaar | Plaats | Resultaat |
| ---- | ------ | --------- |
| 2022 | Peking | 11e       |

### Wereldkampioenschappen
| Jaar | Plaats    | Resultaat                        |
| ---- | --------- | -------------------------------- |
| 2020 | Altenberg | 31e Individueel 14e Gemengd team |
| 2021 | Altenberg | 8e Individueel 8e gemengd team   |

### Wereldbeker
Eindklasseringen
| Seizoen   | Rang |
| --------- | ---- |
| 2019/2020 | 21e  |
| 2020/2021 | 25e  |
| 2021/2022 | 15e  |